# Чернышово (Туринский муниципальный округ)
Чернышово — деревня в Туринском городском округе Свердловской области России.

## Географическое положение
Чернышово расположено в 25 километрах к юго-востоку от города Туринска (по автодороге в 41 километре), на левом берегу реки Туры. С расположенным напротив селом Липовским имеется нерегулярные паромное сообщение. В половодье связь с деревней затруднена.

## Население
| 2002 | 2010 | 2021 |
| ---- | ---- | ---- |
| 122  | ↘75  | ↘27  |